# Hebestola
Hebestola is een kevergeslacht uit de familie van de boktorren (Cerambycidae). De wetenschappelijke naam van het geslacht werd voor het eerst geldig gepubliceerd in 1847 door Haldeman.

## Soorten
Hebestola is monotypisch en omvat slechts de volgende soort:
- Hebestola nebulosa Haldeman, 1847